# Francisco Ramón Vicuña
Francisco Ramón Vicuña Larraín (Santiago del Cile, 9 settembre 1775 – Santiago del Cile, 13 gennaio 1849) è stato un politico cileno.

## Biografia
Fu Presidente del Cile provvisorio dal 1829 al 17 febbraio del 1830.